# Casa Arryn
(Motto della casa Arryn)
La Casa Arryn è una casata nobiliare facente parte del mondo della saga fantasy Cronache del ghiaccio e del fuoco di George R. R. Martin.
Gli Arryn sono i Protettori dell'Est e dominano l'omonima valle. La loro residenza è nell'inespugnabile roccaforte di Nido dell'Aquila (The Eyrie nell'edizione originale). Nelle loro terre il cognome dato ai bastardi è Stone.
Il loro stemma è un falcone che sormonta la luna, bianca in campo blu cielo.

## Storia
Prima dell'arrivo degli Andali, la Valle era governata dal Re delle Montagne dei Primi Uomini. Ser Artys Arryn, del sangue degli Andali, sconfisse l'ultimo Re delle Montagne e gli Arryn divennero Re delle Montagne e della Valle. Rinominarono queste terre come la Valle di Arryn. Per via dell'usanza di sposare altri nobili Andali, Casa Arryn risulta essere la casata di più pura discendenza Andala. Nel corso dei secoli però, gli Arryn vengono decimati da varie tragedie che lasciano la casata povera di membri legittimi.
Durante le Guerre di Conquista si sottomisero ad Aegon il Conquistatore della Casa Targaryen e furono da lui nominati lord della Valle e Protettori dell'Est. Durante la Ribellione di Robert, lord Jon Arryn, lord della Valle, si schierò con Robert Baratheon.

## Albero genealogico
|  |  |                  |                  |                  |                  |                  |                  |        |        |        |        |     |     |     |     |        |        |              |              |                      |                      |                      |                      |                      |                      |             |             |             |             |      |      | Jasper |        |        |        |                 |                 |                 |                 |                 |                 |             |             |             |             |  |  |       |       |       |       |       |       |  |  |  |  |        |        |        |        |        |        |  |  |
|  |  |                  |                  |                  |                  |                  |                  |        |        |        |        |     |     |     |     |        |        |              |              |                      |                      |                      |                      |                      |                      |             |             |             |             |      |      |        |        |        |        |                 |                 |                 |                 |                 |                 |             |             |             |             |  |  |       |       |       |       |       |       |  |  |  |  |        |        |        |        |        |        |  |  |
|  |  |                  |                  |                  |                  |                  |                  |        |        |        |        |     |     |     |     |        |        |              |              |                      |                      |                      |                      |                      |                      |             |             |             |             |      |      |        |        |        |        |                 |                 |                 |                 |                 |                 |             |             |             |             |  |  |       |       |       |       |       |       |  |  |  |  |        |        |        |        |        |        |  |  |
|  |  | Lysa Tully Arryn | Lysa Tully Arryn | Lysa Tully Arryn | Lysa Tully Arryn | Lysa Tully Arryn | Lysa Tully Arryn |        |        | Jon    | Jon    | Jon | Jon | Jon | Jon |        |        | Rowena Arryn | Rowena Arryn | Rowena Arryn         | Rowena Arryn         | Rowena Arryn         | Rowena Arryn         |                      |                      |             |             | Alys        | Alys        | Alys | Alys | Alys   | Alys   |        |        | Elys Waynwood   | Elys Waynwood   | Elys Waynwood   | Elys Waynwood   | Elys Waynwood   | Elys Waynwood   |             |             |             |             |  |  |       |       |       |       |       |       |  |  |  |  | Ronnel | Ronnel | Ronnel | Ronnel | Ronnel | Ronnel |  |  |
|  |  | Lysa Tully Arryn | Lysa Tully Arryn | Lysa Tully Arryn | Lysa Tully Arryn | Lysa Tully Arryn | Lysa Tully Arryn |        |        | Jon    | Jon    | Jon | Jon | Jon | Jon |        |        | Rowena Arryn | Rowena Arryn | Rowena Arryn         | Rowena Arryn         | Rowena Arryn         | Rowena Arryn         |                      |                      |             |             | Alys        | Alys        | Alys | Alys | Alys   | Alys   |        |        | Elys Waynwood   | Elys Waynwood   | Elys Waynwood   | Elys Waynwood   | Elys Waynwood   | Elys Waynwood   |             |             |             |             |  |  |       |       |       |       |       |       |  |  |  |  | Ronnel | Ronnel | Ronnel | Ronnel | Ronnel | Ronnel |  |  |
|  |  |                  |                  |                  |                  |                  |                  |        |        |        |        |     |     |     |     |        |        |              |              |                      |                      |                      |                      |                      |                      |             |             |             |             |      |      |        |        |        |        |                 |                 |                 |                 |                 |                 |             |             |             |             |  |  |       |       |       |       |       |       |  |  |  |  |        |        |        |        |        |        |  |  |
|  |  |                  |                  |                  |                  |                  |                  |        |        |        |        |     |     |     |     |        |        |              |              |                      |                      |                      |                      |                      |                      |             |             |             |             |      |      |        |        |        |        |                 |                 |                 |                 |                 |                 |             |             |             |             |  |  |       |       |       |       |       |       |  |  |  |  |        |        |        |        |        |        |  |  |
|  |  |                  |                  |                  |                  | Robert           | Robert           | Robert | Robert | Robert | Robert |     |     |     |     | figlia | figlia | figlia       | figlia       | figlia               | figlia               |                      |                      | Denys Arryn          | Denys Arryn          | Denys Arryn | Denys Arryn | Denys Arryn | Denys Arryn |      |      | figlia | figlia | figlia | figlia | figlia          | figlia          |                 |                 | Ser Hardyng     | Ser Hardyng     | Ser Hardyng | Ser Hardyng | Ser Hardyng | Ser Hardyng |  |  | altri | altri | altri | altri | altri | altri |  |  |  |  | Elbert | Elbert | Elbert | Elbert | Elbert | Elbert |  |  |
|  |  |                  |                  |                  |                  | Robert           | Robert           | Robert | Robert | Robert | Robert |     |     |     |     | figlia | figlia | figlia       | figlia       | figlia               | figlia               |                      |                      | Denys Arryn          | Denys Arryn          | Denys Arryn | Denys Arryn | Denys Arryn | Denys Arryn |      |      | figlia | figlia | figlia | figlia | figlia          | figlia          |                 |                 | Ser Hardyng     | Ser Hardyng     | Ser Hardyng | Ser Hardyng | Ser Hardyng | Ser Hardyng |  |  | altri | altri | altri | altri | altri | altri |  |  |  |  | Elbert | Elbert | Elbert | Elbert | Elbert | Elbert |  |  |
|  |  |                  |                  |                  |                  |                  |                  |        |        |        |        |     |     |     |     |        |        |              |              |                      |                      |                      |                      |                      |                      |             |             |             |             |      |      |        |        |        |        |                 |                 |                 |                 |                 |                 |             |             |             |             |  |  |       |       |       |       |       |       |  |  |  |  |        |        |        |        |        |        |  |  |
|  |  |                  |                  |                  |                  |                  |                  |        |        |        |        |     |     |     |     |        |        |              |              | figlio morto giovane | figlio morto giovane | figlio morto giovane | figlio morto giovane | figlio morto giovane | figlio morto giovane |             |             |             |             |      |      |        |        |        |        | Harrold Hardyng | Harrold Hardyng | Harrold Hardyng | Harrold Hardyng | Harrold Hardyng | Harrold Hardyng |             |             |             |             |  |  |       |       |       |       |       |       |  |  |  |  |        |        |        |        |        |        |  |  |

## Membri della casata

### Jon Arryn
Lord Jon Arryn è stato il signore di Nido dell'Aquila.
È stato come un secondo padre per Eddard Stark e Robert Baratheon, che ha cresciuto come suoi protetti. Quando il Re Folle uccise Rickard e Brandon Stark, rispettivamente padre e fratello di Eddard, dopo che il principe Rhaegar aveva rapito Lyanna Stark, sorella di Eddard e promessa sposa di Robert, scoppiò la guerra e Jon si schierò al fianco dei due. Prese come terza moglie Lysa Tully, figlia minore di lord Hoster e cognata di Eddard, dalla quale ebbe finalmente un erede, Robert, chiamato così in onore dell'amato re.
A guerra terminata diviene Primo Cavaliere, rimanendo in carica per circa quindici anni e facendosi carico di tutti gli oneri e problemi dei Sette Regni, ma non riesce a impedire che il re spenda enormi somme di denaro per tornei e altre manifestazioni, portando il regno quasi alla bancarotta. Uomo giusto, saggio e ponderato, dimostra di essere un governante di gran lunga migliore dell'inadeguato Robert Baratheon, nonché l'unico in grado di arginare con la sua pazienza l'indole collerica del re. Stannis Baratheon, fratello minore di Robert, sospetta che i figli della regina Cersei Lannister non siano del fratello ma di Jaime Lannister, suo gemello, e confida i suoi dubbi a Jon: i due iniziano quindi a investigare e cercano i numerosi figli illegittimi di Robert. Jon trova conferma dei sospetti di Stannis consultando un volume che raccoglie tutti i nomi e le caratteristiche fisiche dei nobili dei Sette Regni, ma la sua salute comincia a peggiorare improvvisamente la sera stessa in cui prende in prestito il libro; nelle sue ultime ore di agonia continua a ripetere "Robert" e la frase "Il seme è forte": la moglie Lysa, che lo assiste, crede si riferisca a loro figlio ma più probabilmente si trattava di un indizio su ciò che aveva scoperto.
L'improvvisa morte del Primo Cavaliere suscita molte perplessità e si può considerare l'inizio della saga; la verità viene a galla diverso tempo dopo quando, durante un'estrema dichiarazione d'amore di Lysa nei confronti di Petyr Baelish, la donna ricorda di come ha avvelenato il marito usando le Lacrime di Lys, un potente veleno inodore e insapore; il piano, architettato dallo stesso Ditocorto, aveva molteplici obiettivi: liberarsi di Jon per sposare Lysa e diventare finalmente nobile e impedire che l'erede di Jon venisse allevato da Stannis. Anche la lettera di Lysa a sua sorella Catelyn, moglie di Ned, è stata un'idea di Petyr per seminare discordia tra i Lannister e gli Stark.
Nella serie televisiva Il Trono di Spade, tratta dai romanzi, è interpretato da John Standing.

### Robin Arryn
Primo e unico figlio di Jon Arryn e Lysa Tully, dopo la misteriosa morte del padre diventa per diritto di nascita il lord del Nido dell'Aquila e Protettore della Valle. Causa l'età avanzata e i vari problemi di concepimento della coppia, Robert nasce con problemi fisici, il più vistoso dei quali è un tremitio del corpo che lo costringe a subire salassi quasi ogni giorno. È emotivamente fragile e sempre alla ricerca di una figura materna che gli possa dare supporto e compagnia. Vive nel castello più alto dei Sette Regni, e non si muove mai da lì, prima a causa della iper-protettività della madre e successivamente per necessità.
Nella serie televisiva Il Trono di Spade, tratta dai romanzi, viene chiamato Robin Arryn, per evitare di essere confuso con Robert Baratheon, ed è interpretato da Lino Facioli.

## Membri acquisiti

### Lysa Tully
È la seconda figlia di Hoster Tully, lord delle Terre dei Fiumi. All'età di sedici anni sposa Jon Arryn dandogli un figlio, Robert. Si scoprirà che è stata lei ad assassinare il marito. Muore cadendo da un'enorme altezza, spinta nel vuoto dal suo secondo marito, lord Petyr Baelish.

### Harrold Hardyng
Soprannominato "Harry l'Erede", Harrold è un ragazzo di 15 anni, galante e di notevole fascino. Protetto di lady Anya Waynwood, non è un erede diretto di Casa Arryn poiché la sua discendenza segue la linea femminile, ma in qualità di unico altro membro di sangue Arryn, è l'erede di Robert. Corrono voci secondo cui, nonostante la sua giovane età, Harrold abbia già generato un figlio bastardo. È stato nominato cavaliere da lord Yohn Royce. Lord Petyr Baelish, l'attuale lord Protettore della Valle di Arryn e protettore di Robert, ha combinato un matrimonio tra Harrold e Sansa Stark, celata a tutti dietro la maschera della figlia bastarda di Baelish Alayne Stone. Petyr in questo modo progetta di rivendicare il Nord e Grande Inverno.

## Membri storici della casata
La casa Arryn asserisce di discendere dalle generazioni più ancestrali del popolo degli Andali

### Alyssa
(???  - ??? P.C.)
Vissuta circa 6.000 anni prima degli eventi della saga, Alyssa è forse il più remoto tra i membri della sua casata e condusse una esistenza tragica: assisté all'uccisione del marito, dei figli e dei suoi fratelli. Una leggenda narra che ella non versò mai una lacrima, e che gli dei la condannarono a non avere pace fino a quando l'acqua della cascata, in seguito nota come le Lacrime di Alyssa, creata dai ghiacciai sulle montagne della Lancia del Gigante non fosse riuscita a bagnare il suolo della Valle. L'acqua della cascata, tuttavia, evapora prima di raggiungere il terreno durante l'estate e gela completamente in inverno, pertanto ciò non avverrà probabilmente mai.
Nei giardini di Nido dell'Aquila è presente un'antica statua di marmo bianco raffigurante una donna in lacrime, la cui identità è però sconosciuta. In molti sostengono che quella statua raffiguri la stessa Alyssa Arryn.

### Artys Arryn “Il Cavaliere Alato”
(??? - ??? P.C.)
Ser Artys fu una figura leggendaria, soprannominato Il cavaliere alato in molte delle ballate a lui dedicate. Fu uno dei condottieri dei cavalieri Andali che approdarono sulle Dita. Egli li condusse in una battaglia contro i Primi Uomini delle Montagne. Leggenda narra che volò fino alla cima della Lancia del Gigante a cavallo di un falco gigante per uccidere il Re delle Montagne. Vinta la battaglia, i Primi Uomini abbandonarono la Valle nelle mani degli Andali. Ser Artys fu nominato Re della Montagna e della Valle, che da allora è nota come Valle di Arryn.

### Re Osgood Arryn “il Vecchio Falco”
(??? - ??? P.C.)
Questo Re della Montagna e della Valle combatté contro la Casa Stark del Nord per il controllo dell'arcipelago delle Tre Sorelle. Assediò la Tana del Lupo, che fu data alle fiamme dal figlio, Oswin.

### Oswin Arryn
(??? - ??? P.C.)
Figlio ed erede del Re Osgood, concorse all'assedio della Tana del Lupo, magione appartenente alla Casa Stark, che dette alle fiamme.

### Regina Sharra Arryn
(??? P.C. - ??? D.C.)
Sharra fu la Regina Reggente della Valle di Arryn durante la Guerra di Conquista dei Targaryen. Sharra viene spesso ricordata per essere stata una delle donne più belle del Continente Occidentale. Vedova di un Arryn sconosciuto, Sharra ebbe due figli: Ronnel e Jonos.
Essendo il suo figlio maggiore ancora un bambino alla morte del padre, Sharra assunse il controllo del regno in sua vece. Alla vigilia della Guerra di Conquista, la flotta Arryn si mosse contro gli invasori. In un primo momento vittoriosa, viene incendiata e distrutta da Vaghar, il drago di Visenya, e i popoli delle isole subordinate del regno scatenarono una rivolta. Pur essendo di dieci anni più grande del suo nemico ma ancora molto avvenente, Sharra ricorre al proprio fascino per sedare il conflitto con un accordo matrimoniale ad Aegon, inviandogli una lettera e un suo ritratto. Aegon però rifiuta. Di ritorno presso il proprio castello, Sharra trova suo figlio Ronnel in braccio alla stessa Visenya, che la attendeva per convincerla ad arrendersi pacificamente. A quel punto, a Sharra non restò che accettare la propria resa e sottomettersi al dominio dei Targaryen.
Da allora, la casa Arryn perse il proprio regno indipendente, ei suoi principali membri furono rinominati "Protettori della Valle e delle Terre dell'Est".

### Ronnel Arryn “Il Re che volava”
(??? - ??? D.C.)
Figlio primogenito di un re Arryn sconosciuto e della regina Sharra, Ronnel fu l'ultimo Re della Montagna e della Valle, ed in seguito il primo Protettore della Valle e delle Terre dell'Est. Il suo governo durò per trentasette anni fino alla sua morte, avvenuta per mano del fratello minore Jonos. Sposò una figlia dell'ex Re del Nord, Torrhen Stark, dal quale ebbe un numero imprecisato di figli.
Ronnel divenne re che era solo un bambino, supervisionato dalla madre Sharra, che ne faceva le veci in qualità di regina reggente. Quando la Guerra di Conquista era al suo apice, i fratelli Targaryen stavano assediando la Valle e la regina Sharra si recò presso le Porte Insanguinate per preparare a difendersi dal nemico, la futura Regina dei Sette Regni Visenya, raggiunse Ronnel presso la sala del trono a cavallo del suo drago Vaghar, e il bambino rimase talmente affascinato da tale creatura che quando la madre tornò a Nido dell'Aquila la supplicò di lasciarlo cavalcare il drago. Sharra acconsentì, capendo che ormai la resa era l'unica soluzione, e Ronnel sorvolò il castello a bordo del drago, ottenendo il suo famoso epiteto.
Quando anche la Casa Stark si arrese agli invasori valiryani e i Sette Regni furono fondati, la regina Rhaenys dispose le nozze tra Ronnel e una figlia di Lord Torrhen Stark. Il suo governo fu placido fino a quando il re Aegon non morì e suo figlio Aenys assise al Trono di Spade. Suo fratello Jonos, allora, lo usurpò e lo fece imprigionare. La Case Royce e Pietra di Runa insorsero contro l'illegittima rivendicazione di Jonos, che a sua volta uccise Ronnel scaraventandolo giù da una torre. Giustiziato Jonos e i suoi sostenitori, Ronnel fu sostituito da suo cugino Hubert, che perpetuerà la dinastia Arryn.

### Jonos Arryn “Il Fratricida”
(??? - ??? D.C.)
Figlio secondogenito di un re Arryn sconosciuto e della regina Sharra, Jonos prese il controllo della Valle per un po' di tempo rivendicandola con la forza, usurpando il fratello Ronnel che in seguito uccise, passato alla storia come "Il fratricida".
Con la morte del re Aegon, che aveva sostenuto Ronnel, e l'ascesa al Trono di Spade di suo figlio Aenys, Jonos decise di rivendicare per sé il dominio della Valle, e con l'aiuto di alcuni sostenitori catturò ed imprigionò Ronnel. Aenys pensò in principio di intervenire inviando un esercito presso la Valle, ma desisté, intimorito da un eventuale attacco di Harren Il Rosso. Le Case Royce e Pietra di Runa decisero dunque di adunare un esercito e assediarono Jonos e sostenitori. Sentendosi accerchiato, Jonos uccise suo fratello defenestrandolo da una torre del castello.
Il suo illegittimo dominio viene messo al termine dall'allora principe Maegor, che a cavallo di Balerion raggiunge Nido dell'Aquila, seda la rivolta e fa impiccare Jonos con i suoi sostenitori restanti.

### Hubert Arryn
(??? - ??? D.C.)
Cugino del re Ronnel attraverso un imprecisato legame di parentela, Hubert divenne il Lord Protettore della Valle e delle Terre dell'Est dopo che suo cugino Jonos fu giustiziato per l'omicidio del fratello maggiore Ronnell. Fu attraverso lui che la Casa Arryn continuò ad esistere fino agli eventi attuali della saga.

### Rodrik Arryn
(??? - ??? D.C.)
Lord Rodrik fu a capo di Nido dell'Aquila durante il regno di Jaehaerys I Targaryen. Sposò la figlia quintogenita del re, la principessa Daella, dalla quale ebbe una figlia, Aemma.

### Aemma Arryn
(82 - 105 D.C.)
Figlia unigenita di Lord Rodrik e della principessa Daella Targaryen, fu moglie di suo cugino, il re Viserys I Targaryen e quindi regina consorte dei Sette Regni, con il quale ebbe una figlia, Rhaenyra.
Aemma fu figlia unica, essendo sua madre Daella morta dandola alla luce, e verso il 93 andò in sposa a suo cugino Viserys. Alla morte del nonno materno, il re Jaehaerys I Targaryen, il Concilio decretò che, non essendoci più figli maschi del re in vita, Viserys sarebbe assiso al Trono di Spade, e di conseguenza Aemma fu incoronata regina dei Sette Regni nel 101. Aemma, essendo fisicamente delicata come sua madre, incontrò molte difficoltà nel concepire figli. Le sue numerose gravidanze terminarono spesso in aborti spontanei, e quando finalmente riuscì a mettere al mondo un maschio, del quale il nome rimase sconosciuto, questi morì prematuramente nella culla. Fu soltanto nel 97 che Aemma riuscì finalmente a dare alla luce una bambina, la principessa Rhaenyra, che fu subito amata tantissimo dai suoi genitori.
Negli anni a seguire, Aemma provò ancora a dare un erede maschio a Viserys, finché nel 103 non partorì un bambino, Baelon. Questo parto fu fatale per la fragile Aemma, e suo figlio incontrò la sua stessa sorte il giorno seguente. Viserys decise dunque che a succedergli sarebbe stata Rhaenyra stessa.

### Jeyne Arryn “La Vergine della Valle”
(??? - 134 D.C.)
Approssimativamente nipote di Rhaenyra, Jeyne visse durante il regno di Jaehaerys I Targaryen e quello di suo nipote Aegon III Targaryen, e fu un membro di particolare rilevanza della casa Arryn durante la Danza dei Draghi.
Ella sostenne sua zia quando il suo fratellastro Aegon II, assise al Trono di Spade ignorando le legittime volontà del padre che aveva designato come sovrana la figlia maggiore. La donna affianca suo nipote, Jacaerys Velaryon, per radunare degli eserciti disposti a combattere per Rhaenyra. Durante quel periodo Daemon Targaryen, zio e sposo di Rhaenyra, avanza pretese su Pietra di Runa, la terra natia di Jeyne, ma ella si oppone e arriva al punto di cacciarlo dalla Valle. Riuscì infine a radunare una flotta per l'armata dei Neri. Quando Rhaenyra fu costretta a fuggire da Approdo del re, Sir Harrold Darke le suggerì di cercare asilo presso Jeyne, ma la regina ignorò il suo consiglio e si recò a Roccia del Drago, dove fu catturata ed in seguito fatta mangiare viva dal drago di Aegon.
Jeyne fu per un breve periodo di tempo membro dell'originario Concilio Ristretto di suo nipote, re Aegon III. Morì di una malattia ignota nel 134.

### Jasper Arryn
(??? - ??? D.C.)
Di discendenza specifica ignota, Lord Jasper visse approssimativamente poco prima o durante il regno di Jaehaerys II Tragaryen. Sposò una nobildonna sconosciuta, dalla quale ebbe tre figli: Jon, Alys e Ronnel.

### Jon Arryn
(225 - 298 D.C.)
Vedi "Membri della Casata".

### Alys Arryn
(??? - ??? D.C.)
Figlia secondogenita di Jasper e una nobildonna sconosciuta, Alys sposò Sir Elys Waynwood, dal quale nacquero nove figli dai nomi sconosciuti, la maggior parte dei quali morirà prematuramente o prenderà i voti prima di avere a loro volta altri figli.
Alys morì partorendo la sua figlia nonogenita, che sarà l'unica ad arrivare all'età adulta. Ella si sposò ed ebbe figlio, Harrold Hardyng.

### Ronnel Arryn
(??? - ??? D.C.)
Figlio terzogenito di Jasper e una nobildonna sconosciuta.

### Rowena Arryn
(??? - ??? D.C.)
Di discendenza specifica ignota, Rowena era la cugina di Jon e fu la sua seconda moglie. Ella morì d'influenza invernale prima ancora di poter dare un erede a suo marito.

### Elbert Arryn
(??? - 282 D.C.)
Figlio secondogenito di Ronnel, dopo la morte di Denys fu l'erede di Jon per molto tempo.
Castellano della Porta Insanguinata ebbe il titolo di Guardiano della Porta.
Venne arrestato e giustiziato da re Aerys II il Folle dopo aver accompagnato Brandon Stark ad Approdo del Re.

### Denys Arryn “Il Tesoro della Valle”
(??? - 283 D.C.)
Ser Denys della casata minore degli Arryn di Gulltown, visse durante il regno di Aerys II Targaryen. Sposò la nipote maggiore di lord Jasper Arryn e per questo divenne, dopo la morte di ser Elbert, erede di Jon. Stimato dai lords della Valle per la sua galanteria fu soprannominato Tesoro della Valle.
Fu ucciso durante la Ribellione di Robert nella cosiddetta Battaglia delle Campane. Sua moglie e suo figlio non gli sopravvissero a lungo.

## Casate fedeli
- Baelish. Discendono da mercenari di Braavos. Il lord attuale, Petyr Baelish, si è elevato dalle sue umili radici diventando Maestro del Conio e successivamente Lord Protettore delle Terre dei Fiumi e Lord Protettore della Valle di Arryn, con la concessione del castello di Harrenhal da parte del Re. In realtà lord Baelish non ha mai messo piede nel castello, probabilmente temendo la maledizione che si dice gravi su quel luogo.
- Belmore di Strongsong.  I membri della casata sono tra i più importanti alfieri degli Arryn. Il suo stemma rappresenta sei campane d'argento su sfondo viola
- Borrell di Sweetsister. Sweetsister è una delle tre isole dell'arcipelago delle Tre Sorelle.
- Corbray di Casa del Cuore, sotto la guida di lord Lyonel Corbray. Suo fratello, ser Lyn, possiede la famosa spada di Valyria Lady Forlorn. Il loro stendardo rappresenta tre corvi neri in volo con tre cuori rossi tra le zampe su sfondo bianco. I Corbray sono una casata di origine andala che combatte durante l'invasione: Corwyn Corbray conquistò le Dita sconfiggendo i Brightstone e gli Shell e reclamando per sé il titolo di Lord delle Dita. Quando i Primi Uomini iniziano a coalizzarsi contro gli Andali, re Robar II Royce uccise Qyle Corbray, Re delle Dita.
- Egen. Il loro motto è "By Day or Night". Questa è la casata di Vardis Egen.
- Hersy di Newkeep.
- Hunter di Sala dell'Arco Lungo, sotto la guida di lord Eon Hunter.
- Grafton di Città del Gabbiano. Domina Città del Gabbiano, un centro molto popoloso e un porto molto importante. Il suo stemma è di rosso alla pila di nero, con una torre infuocata gialla nel mezzo.
- Melcolm di Old Anchor.
- Redfort di Redfort. Un'antica casata che discende dai Primi Uomini, è sotto la guida del vecchio lord Horton Redfort. Il loro motto è "As Strong as Stone", e il loro simbolo consiste in un castello rosso su fondo bianco circondato da un contorno merlato.
- Royce. Una potente e antica casata che discende dai Primi Uomini. In passato Re Robar II guido la resistenza contro gli Andali, prima di essere ucciso da Ser Artys Arryn durante la Battaglia delle Sette Stelle. Da allora i Royce si sottomisero agli Arryn, divenendone gli alfieri principali. I Royce esibiscono uno stemma bronzeo punteggiato di bottoni di ferro nero e bordato di antiche rune. Il loro motto è "Noi ricordiamo". La casa è divisa in due:
  - Royce di Runestone, la principale, sotto la guida di lord Yohn Royce;
  - Royce di Gates of the Moon (Porte della luna), sotto la guida di lord Nestor Royce.
- Templeton di Nove Stelle. Sebbene appartengano a una casa di cavalieri, i Templeton sono estremamente potenti e la loro forza e influenza è paragonabile a quella di molti lord. Si dice che possano facilmente adunare un esercito di un migliaio di uomini. Al capo della casata è dato il titolo di Cavaliere di Nove Stelle.  Attualmente, il titolo è conferito a Ser Symond Templeton. ll blasone dei Templeton è composto da nove stelle (una di sette punte mentre le altre di nove) inserite in una croce di Sant’Andrea dorata su sfondo nero.
- Waynwood di Ironoaks Castle. Comandata dall'anziana lady Anya, e dai suoi due figli, ser Morton e ser Donnel.  Essi sono noti per la loro insistenza sulla cerimonia. Il loro simbolo è una ruota spezzata su campo verde.

## Servitori di Casa Arryn
- Lord Petyr Baelish: chiamato "Ditocorto", lord di Harrenhal, Lord Protettore del Tridente e Lord Protettore della Valle.
- Maester Colemon: consigliere, guaritore e tutore.
- Gyles Grafton e Terrance Lynderly: scudieri di lord Robert.
- Ser Vardis Egen: capitano della guardia, ucciso da Bronn durante un processo per singolar tenzone.
- Ser Hugh della Valle: ex-scudiero di Jon Arryn. Ucciso da ser Gregor Clegane durante un torneo.
- Fratellanza dei Cavalieri Alati: guardie del corpo di lord Robert.
- Marillion: attraente bardo e favorito di Lysa Arryn, in seguito accusato dell'omicidio della stessa. Rinchiuso nelle Celle del Cielo, muore dopo essere caduto attraverso la parete mancante (o forse dopo essersi buttato volontariamente).
- Gretchel, Maddy e Mela: domestiche.
- Ossy e Carrot: domatori di muli.
- Mord: brutale carceriere.
- Benjicot: giullare.